# Хвилівка
Хви́лівка — село в Україні, у Талалаївській сільській громаді Ніжинського району Чернігівської області. Населення становить 298 осіб. До 2019 року орган місцевого самоврядування — Талалаївська сільська рада.

## Історія
За Лазаревським заснована в першій половині 18 ст. ніжинським війтом Тернавіотом і мала на 1781 рік 10 дворів.

## Населення
Станом на 1892 рік у д.Филівка проживало 266 мешканців у 58 дв.

### Мова
Розподіл населення за рідною мовою за даними перепису 2001 року:
| Мова       | Кількість | Відсоток |
| ---------- | --------- | -------- |
| українська | 298       | 97.39%   |
| російська  | 8         | 2.61%    |
| Усього     | 306       | 100%     |

## Відомі уродженці
- Очковський Владислав Анатолійович — український військовик, учасник російсько-української війни.[5]